# レディング (ペンシルベニア州)

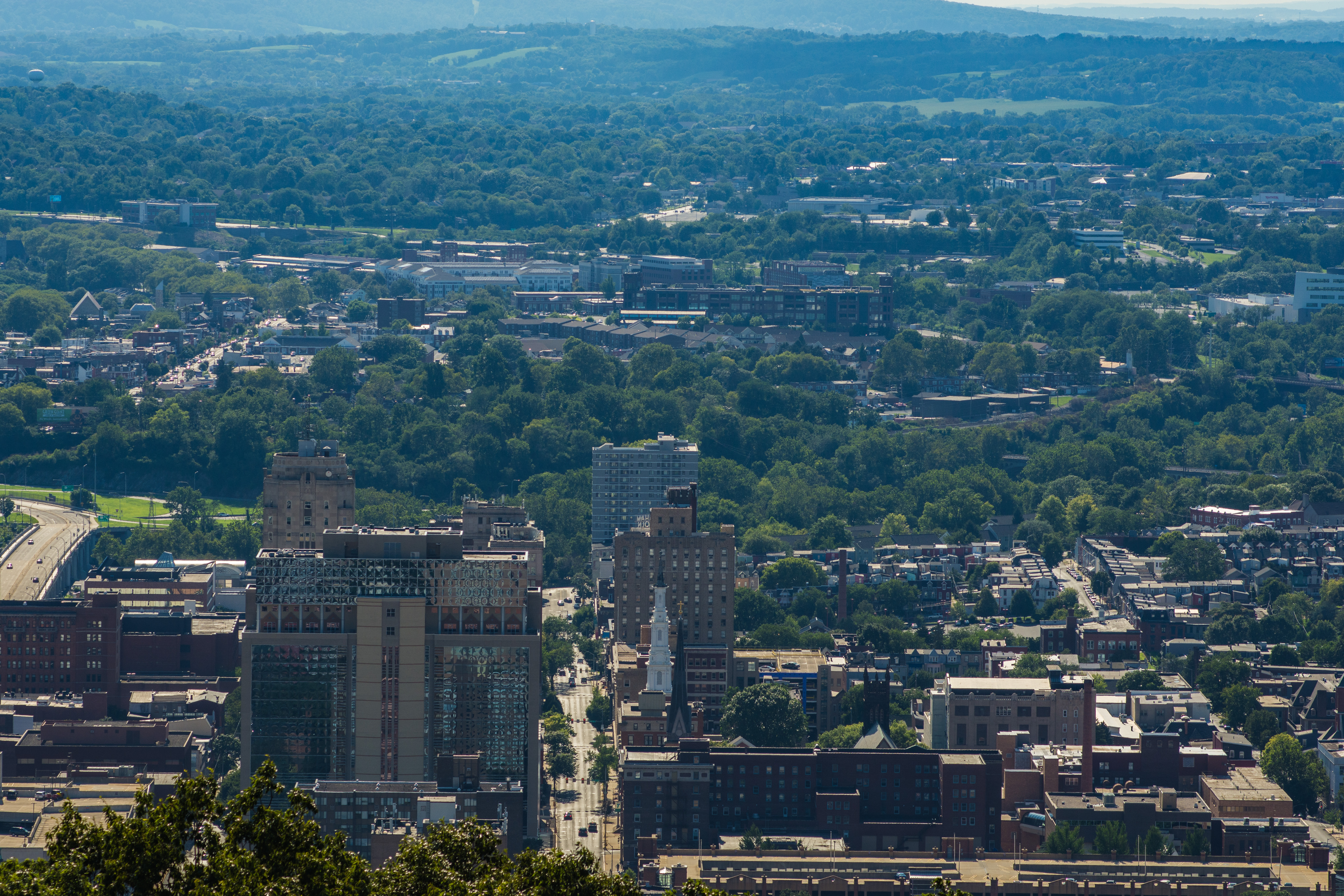
レディングの景観（パゴダから）

レディング（Reading）は、アメリカ合衆国ペンシルベニア州の都市。バークス郡の郡庁所在地である。人口は9万5112人（2020年）で、州内第4の都市である。フィラデルフィアの北西90キロメートルに位置している。
かつては石炭の輸送拠点として繁栄したが、現在では貧困率は高い水準にあり、治安はあまり良くない。ドイツ系のベーカリーが多く「プレッツェル・シティ」の異名を持つ。また、サイクリストの拠点としても注力しており、主催の国際自転車レースも開催されている。
丘の上にパゴダ（pagoda）と呼ばれる日本式の五重塔があることで知られている。市の観光名所、ランドマークにもなっており、内部に入って観光もできるほか、夜間はライトアップもされる。

## 歴史
1748年、ウィリアム・ペンの息子であるリチャード・ペンとトーマス・ペンによって興された。名はイギリスのレディングから付けられた。1752年にバークス郡が設置され、州都となった。
2013年12月21日には、白血病で苦しんでいた8歳の少女に、1万人の人々が家の前で合唱したが、その少女の住居がこの都市だったことが知られている。

## 地理

バークス郡内の位置

レディングは北緯40度20分30秒 西経75度55分35秒 / 北緯40.34167度 西経75.92639度に位置している。
アメリカ合衆国統計局によると、この都市は総面積26.1 km2 (10.1 mi2) である。このうち25.4 km2 (9.8 mi2) が陸地で0.6 km2 (0.2 mi2) が水地域である。総面積の2.39%が水地域となっている。

## 人口動勢
2000年国勢調査で、この都市は人口8,1207人、30,113世帯、及び18,429家族が暮らしている。人口密度は3,192.9/km2 (8,270.1/mi2) である。この都市の人種的な構成は白人59.18%、アフリカン・アメリカン12.25%、先住民0.44%、アジア系1.60%、太平洋諸島系0.04%、その他の人種22.32%、及び混血4.18%である。人口の37.31%はヒスパニック系またはラテン系である。

## 教育
- オルブライト大学
- アルバーニア大学（英語版）

## スポーツチーム
- レディング・フィリーズ（PCL、野球） -フィラデルフィア・フィリーズ(MLB)傘下の育成組織。AAクラス。

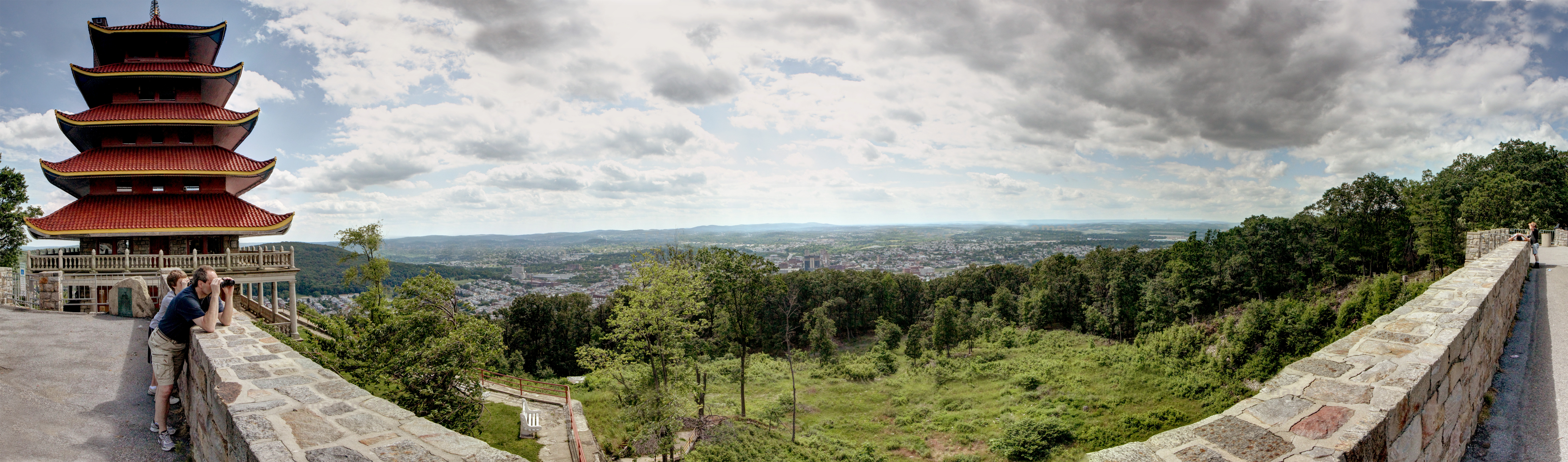
レディング・パゴダ